# Nationale Masculine 1
La Nationale Masculine 1 (en francés, Championnat de France de basket-ball de Nationale masculine 1, o, popularmente NM1), es la tercera competición de baloncesto de Francia, por detrás de la Pro A y  de la Pro B. Fue fundada en 1949. Cuenta con 18 equipos. El campeón actual es el Saint-Chamond Basket Valle du Gier, que consiguió en 2015 su primer título NM1 y el ascenso a la Pro B.

## Denominaciones
Desde su creación en 1949, la tercera división del baloncesto francés ha tenido diversas denominaciones a lo largo de los años.
- 1949 a 1959 : Honneur
- 1959 a 1973 : Fédérale 1
- 1973 a 1987 : Nationale 3
- 1987 a 1998 : Nationale 2
- desde 1998 : Nationale 1

## Historia
El Campeonato de Francia de Baloncesto comenzó después de la Segunda Mundial Guerra. Desde la primera edición en 1950-1951, un campeón es designado. Hasta 1963, el campeonato se llamaba Honneur. A partir de 1964, un nuevo nombre se le da a la Nationale 1 actual: Fédérale 1. A pesar de su cambio de nombre y organización, el campeonato sigue siendo amateur. Nueve años más tarde, se convirtió en Natonale 3 durante 13 años hasta 1987. Durante el tiempo que se llamó Nationale 2, el campeonato empezó poco a poco a darse a conocer. El campeonato se juega a continuación en dos fases: una temporada regular seguido de una final a cuatro entre los dos primeros de los dos grupos.
Unos años más tarde el campeonato de nuevo cambia de nombre para llegar a su nombre actual, Nationale 1. El campeonato es el tercer nivel del baloncesto francés. Ahora hay sólo un campeón en lugar de dos de cuando se llamaba Nationale 2.
El campeonato consta de un solo grupo de 18 clubes. Desde la temporada 2009-2010, el campeonato tiene lugar con la temporada regular y después con los playoffs entre los equipos clasificados del 2 º al 9 º lugar, el primero en la fase regular sube automáticamente. Los cuartos de final son en el pabellón del mejor clasificado de los dos equipos y la final a cuatro entre los ganadores de la primera ronda se lleva a cabo en el pabellón del segundo de la temporada regular durante dos días.
Sin embargo, durante la temporada 2010-2011, el presidente de la Federación francesa de baloncesto, Jean-Pierre Siutat presentó la idea de formar una liga con dos grupos.

## Equipos 2023-2024
| Club                        | Clasificación 2022-2023 | Pabellón                             | Capacidad | Ciudad                                                                          | Grupo |
| --------------------------- | ----------------------- | ------------------------------------ | --------- | ------------------------------------------------------------------------------- | ----- |
| UJAP Quimper                | 17.º (Pro B)            | Salle omnisports Michel-Gloaguen     | 2230      | Quimper                                                                         | A     |
| Saint-Vallier BD            | 18.º (Pro B)            | Complexe sportif des deux Rives      | 2132      | Saint-Vallier                                                                   | B     |
| C' Chartres BM              | 2.º                     | Halle Jean-Cochet                    | 1096      | Chartres                                                                        | A     |
| Union Rennes basket 35      | 3.º                     | Salle Colette-Besson                 | 2142      | Rennes                                                                          | A     |
| Aurore de Vitré             | 4.º                     | Salle de la Poultière                | 1499      | Vitré                                                                           | A     |
| AS Loon Plage Basket        | 5.º                     | Salle Léo-Lagrange                   | 150       | Loon-Plage                                                                      | A     |
| STB Le Havre                | 6.º                     | Docks Océane                         | 3528      | Le Havre                                                                        | B     |
| Mulhouse BA                 | 7.º                     | Palais des sports de Mulhouse        | 3700      | Mulhouse                                                                        | B     |
| BC Orchies                  | 9.º                     | Contact Pévèle Arena                 | 5026      | Orchies                                                                         | B     |
| Caen BC                     | 10.º                    | Palais des sports Caen-la-Mer        | 3000      | Caen                                                                            | B     |
| CEP Lorient BB              | 11.º                    | Palais des sports de Kervaric        | 3800      | Lorient                                                                         | A     |
| ABLS Basket                 | 12.º                    | Palais des sports                    | 2,730     | Andrézieux-Bouthéon                                                             | B     |
| Rueil AC                    | 13.º                    | Le Stadium                           | 1200      | Rueil-Malmaison                                                                 | A     |
| Tours MB                    | 14.º                    | Halle Monconseil                     | 1500      | Tours                                                                           | A     |
| EF Feurs                    | 15.º                    | Forezium André-Delorme               | 1500      | Feurs                                                                           | B     |
| SOM Boulogne                | 16.º                    | Palais des sports Damrémont          | 1650      | Boulogne-sur-Mer                                                                | B     |
| Stade toulousain basketball | 17.º                    | Petit palais des sports              | 1860      | Toulouse                                                                        | A     |
| Vendée Challans Basket      | 18.º                    | Salle Michel-Vrignaud                | 3200      | Challans                                                                        | A     |
| LyonSo BT                   | 19.º                    | La Canopée                           | 1000      | Pierre-Bénite Saint-Genis-Laval Oullins Sainte-Foy-lès-Lyon Tassin-la-Demi-Lune | B     |
| Besançon AC                 | 20.º                    | Gymnase des Montboucons              | 500       | Besançon                                                                        | B     |
| Union Tarbes-Lourdes PB     | 21.º                    | Palais des sports du quai de l'Adour | 1650      | Tarbes Lourdes                                                                  | A     |
| SO Pont-de-Chéruy CC        | 22.º                    | Salle Stéphane                       | 1000      | Pont-de-Chéruy Charvieu-Chavagneux Chavanoz                                     | B     |
| AB Berck Rang-du-F.         | 23.º                    | Palais des sports de Berck           | 5000      | Berck Rang-du-Fliers                                                            | A     |
| Hyères Toulon VB            | 24.º                    | Espace 3000                          | 2500      | Hyères Toulon                                                                   | B     |
| Les Sables VB               | 25.º                    | Salle Beauséjour                     | 954       | Les Sables-d'Olonne                                                             | A     |
| Pôle France                 | 28.º                    | INSEP, complexe Nelson-Paillou       | 300       | París                                                                           | B     |
| US Avignon-Le Pontet        | 2.º A (NM2)             | COSEC Jacques-Moretti                | 1600      | Avignon Le Pontet                                                               | B     |
| Poissy BA                   | 1.º C (NM2)             | Complexe Marcel-Cerdan               | 2200      | Poissy                                                                          | A     |

## Formato de competición
La fórmula para la designación del campeón de baloncesto de Francia y el número de clubes que participan en la liga han cambiado varias veces. En la mayoría de las ediciones desde 1987 hasta 1998, el campeonato se celebró en dos fases:
- - una fase denominada temporada regular donde todos los equipos se enfrentaron en ida y vuelta , en dos grupos de 16 equipos;
  - una Final-Four entre los dos primeros equipos de los grupos en partidos de ida y vuelta, seguido de una final a partido único entre los ganadores de la Final-Four, en un pabellón neutral.

Una Final Four entre los cuatro equipos ganadores de los Play-Offs. Semifinales y final se juegan a un solo partido. Los cuatro últimos, sin contar a Centre Fédéral du Basket-Ball, bajan a la Nationale Masculine 2, que son reemplazados por dos que han bajado desde la Pro B y los cuatro primeros de la Nationale Masculine 2, que juegan Play-Offs para saber quien es el ganador de la Nationale Masculine 2.
Desde la temporada 2009-2010, el primero de la temporada regular es declarado campeón de Francia de Nationale 1 y accede directamente a la Pro B.Esta temporada se ha cambiado el formato y el segundo de la liga regular espera rival en semifinales de playoffs (Final Four), los cuartos de final son a 3 partidos y los emparejamientos quedan así:
- - el tercero frente al octavo (Partido 1)
  - el cuarto se enfrenta al séptimo (Partido 2)
  - el quinto se enfrenta al sexto (Partido 3)  (el ganador de este partido se enfrenta en la Final Four al segundo de la liga regular.

## Historial
| bajo el nombre de Honneur - 1950 : ASC Hellemmes - 1951 : CEP Lorient - 1952 : SCPO Paris - 1953 : no se disputó - 1954 : Stade Sotteville - 1955 : GET Vosges - 1956 : Champagne Sports - 1957 : CES Tours - 1958 : Ménilmontant - 1959 : Saint-Charles Alfortville |  | bajo el nombre de Fédérale 1 - 1960 : EBA Montbéliard - 1961 : Rupella La Rochelle 17 - 1962 : US Pont-l'Évêque - 1963 : JA Vichy - 1964 : JA Vichy - 1965 : US Métro - 1966 : no se disputó - 1967 : ASSP Neuilly-sur-Seine - 1968 : AS Berck - 1969 : JL Bourg Basket - 1970 : ASP Paris - 1971 : Etoile Oignies - 1972 : BC Montbrison |  | bajo el nombre de Nationale 3 - 1974 : FC Mulhouse Basket - 1975 : ES Avignon - 1976 : JL Bourg Basket - 1977 : CJM Bourges - 1978 : ES Chalon sur Saône - 1979 : Etoile Voiron - 1980 : SI Graffenstaden - 1981 : BC Montbrison - 1982 : US Orléans - 1983 : OS Hyères - 1984 : Hermine Nantes Atlantique - 1985 : RCM Toulouse - 1986 : AS Tarare - 1987 : AL Valence sur Baïse |  | bajo el nombre de Nationale 2 - 1988 : ASA Sceaux - 1989 : Poissy-Chatou - 1990 : CRO Lyon - 1991 : ESPE Châlons-en-Champagne - 1992 : Poissy-Chatou - 1993 : Besançon BC - 1994 : ES Chalon-sur-Saône - 1995 : RCM Toulouse - 1996 : JL Bourg Basket - 1997 : Rueil Athletic Club - 1998 : AS Bondy |  | bajo el nombre de Nationale 1 - 1999 : Saint-Quentin Basket-Ball - 2001: Saint-Quentin Basket-Ball - 2002: Stade Clermontois Basket Auvergne - 2003: SPO Rouen Basket - 2004: Quimper UJAP - 2005: Boulazac Basket Dordogne - 2006: CSP Limoges - 2007: Saint-Vallier Basket Drôme - 2008: Olympique d'Antibes Juan-les-Pins - 2009: Lille Métropole Basket Clubs - 2010: Champagne Chalons-Reims - 2011: JSA Bordeaux Basket - 2012: Étoile de Charleville-Mézières - 2013: Orchésien BC |  | - 2014: AS Mónaco Basket - 2015: Saint-Chamond Basket Valle du Gier - 2016 : Blois - 2017 : Caen BC - 2018 : Gries Oberhoffen - 2019 : BC Souffelweyersheim - 2020 : No hubo, debido al Covid 19 - 2021 : No hubo, debido al Covid 19 - 2022 : Étoile Angers Basket - 2023 : Rouen Métropole Basket - 2024 : Hyères Toulon Var Basket - 2025 : Vendee Challans Basket |